# Het dagboek van een bos
Het dagboek van een bos is een Belgische stripreeks die begonnen is in 1994 met Jean-Claude Servais als schrijver en tekenaar.

## Albums
Alle albums zijn geschreven en getekend door Jean-Claude Servais en uitgegeven door Dupuis.
1. De bijl en het geweer deel 1
2. De bijl en het geweer deel 2
3. Koffie met melk deel 1
4. Koffie met melk deel 2
5. De scharrelkip deel 1
6. De scharrelkip deel 2
7. Een pijnlijke brief deel 1
8. Een pijnlijke brief deel 2
9. Isabelle
10. De toverkol
11. Het temperament van Marilou deel 1
12. Het temperament van Marilou deel 2